# Carryin' On with Johnny Cash and June Carter
Carryin' on with Johnny Cash and June Carter je 24. album Johnnyja Casha, objavljen 1967. u izdanju Columbia Recordsa. Album se uglavnom sastoji od dueta Casha i Carter, od kojih je najpoznatiji "Jackson", iako je i "Long Legged Guitar Pickin' Man". Cash i Carter vjenčali su se sedam mjeseci nakon što je album objavljen, a "Jackson" ostaje njihova najpoznatija suradnja koju su izveli mnogo puta u raznim prilikama. Album je 19. svibnja 2002. reizdan pod etiketom Legacy Recordingsa s dvjema bonus pjesmama.

## Popis pjesama
1. "Long Legged Guitar Pickin' Man" (Marshall Grant) – 2:37
2. "Shantytown" (Cash, Carter) – 2:23
3. "It Ain't Me, Babe" (Bob Dylan) – 3:06
4. "Fast Boat to Sydney" (Helen Carter, Anita Carter) – 2:31
5. "Pack Up Your Sorrows" (Richard Fariña, Pauline Marden) – 2:29
6. "I Got a Woman" (Ray Charles) – 3:17
7. "Jackson" (Billy Ed Wheeler, Gaby Rogers) – 2:48
8. "Oh, What a Good Thing We Had" (Cash, Carter) – 2:46
9. "You'll Be All Right" (Cash, Carter) – 1:49
10. "No No No" (Cash) – 1:52
11. "What'd I Say" (Charles) – 2:53

### Bonus pjesme
1. "The Wind Changes" (Cash) – 2:50
2. "From Sea to Shining Sea" (Cash) – 1:35

## Izvođači
- Johnny Cash - vokali
- June Carter - vokali
- Carl Perkins, Luther Perkins, Bob Johnson - gitara
- Norman Blake - gitara/dobro
- Marshall Grant - bas
- W.S. Holland - bubnjevi
- Charlie McCoy - harmonika
- Bill McElhiney, Karl Garvin - truba
- Phil Balsey, Jan Howard, The Carter Family - prateći vokali

## Ljestvice
Album - Billboard (Sjeverna Amerika)
| Godina | Ljestvica      | Pozicija |
| ------ | -------------- | -------- |
| 1967.  | Country albumi | 5        |
| 1967.  | Pop albumi     | 194      |

Singlovi - Billboard (Sjeverna Amerika)
| Godina | Singl                            | Ljestvica        | Pozicija |
| ------ | -------------------------------- | ---------------- | -------- |
| 1967.  | "Long Legged Guitar Pickin' Man" | Country singlovi | 6        |

## Vanjske poveznice
- Podaci o albumu i tekstovi pjesama